# Osmia ribifloris
Espèce
Osmia ribifloris est une espèce d'insectes hyménoptères de la famille des Megachilidae.